# 画笔菊属
画笔菊属（学名：Ajaniopsis）是菊科下的一个属，为草本植物。该属仅有画笔菊（Ajaniopsis penicilliformis）一种，产自中国西藏。